# Bogdănești (okręg Bacău)
Bogdănești – wieś w Rumunii, w okręgu Bacău, w gminie Bogdănești. W 2011 roku liczyła 1949 mieszkańców.